# Sieben-Möser/Gerlosplatte
Sieben-Möser/Gerlosplatte este o arie protejată (arie specială de conservare — SAC, sit de importanță comunitară — SCI) din Austria întinsă pe o suprafață de 168,57 ha, integral pe uscat.

## Localizare
Centrul sitului Sieben-Möser/Gerlosplatte este situat la coordonatele 47°14′21″N 12°08′41″E / 47.2392°N 12.1447°E.

## Înființare
Situl Sieben-Möser/Gerlosplatte a fost declarat sit de importanță comunitară în ianuarie 1995 pentru a proteja 1 specie de plante. Situl a fost protejat și ca arie specială de conservare în iulie 2006.

## Biodiversitate
Situată în ecoregiunea alpină, aria protejată conține 8 habitate naturale: Lacuri și iazuri distrofice naturale, Formațiuni ierboase bogate în specii de Nardus, dezvoltate pe substraturi silicioase în zone montane (și în zone submontane, în Europa continentală), Turbării active, Mlaștini turboase de tranziție și turbării mișcătoare, Depresiuni pe substraturi de turbă de Rhynchosporion, Mlaștini alcaline, Mlaștini împădurite, Păduri acidofile de Picea de la nivel montan la nivel alpin (Vaccinio-Piceetea).
La baza desemnării sitului se află o specie protejată de  plante: Hamatocaulis vernicosus.
Pe lângă speciile protejate, pe teritoriul sitului au mai fost identificate 11 specii de plante, 28 de specii de păsări, 3 specii de amfibieni, 22 de specii de nevertebrate, 1 specie de reptile.